# Greenhorn (Oregon)
Greenhorn è un comune degli Stati Uniti d'America, situato nello stato dell'Oregon, diviso tra la contea di Baker e la contea di Grant.
Stando al censimento 2010, la località risulta essere disabitata.